# Гайзенгаузен
Гайзенгаузен (нім. Geisenhausen) — громада в Німеччині, знаходиться в землі Баварія. Підпорядковується адміністративному округу Нижня Баварія. Входить до складу району Ландсгут.
Площа — 62,54 км2. Населення становить 7402 ос. (станом на 31 грудня 2020).